# Solonaima sullivani
Solonaima sullivani är en insektsart som beskrevs av Hoch och Francis Gard Howarth 1989. Solonaima sullivani ingår i släktet Solonaima och familjen kilstritar. Inga underarter finns listade i Catalogue of Life.